# Росс, Малкольм (воздухоплаватель)
Росс, Малкольм (15 октября 1919, Моменс, Иллинойс — 8 октября 1985, Бирмингем, Мичиган) — капитан в Военно-морского резерва США (ВМР США), учёный-атмосферщик и аэронавт, который установил несколько рекордов по высоте полёта и научным исследованиям, имея более 100 часов полёта на газовых шарах к 1961 году. Вместе с лейтенантом-командиром Виктором Пратером (ВМС США) установил рекорд высоты полёта человека на воздушном шаре.

## Биография

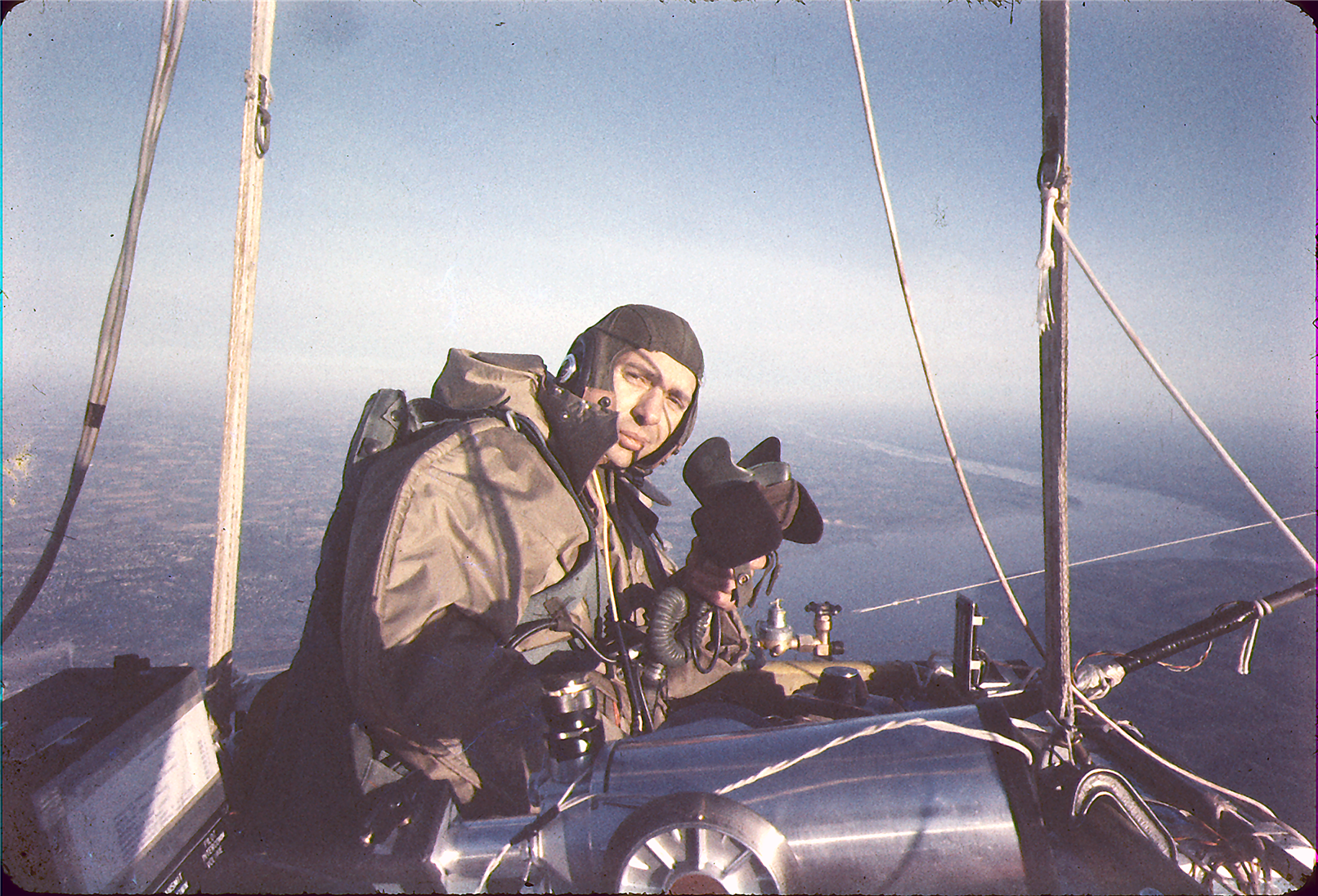
Малкольм Росс ищет подходящую посадочную площадку в полёте над рекой Миссисипи на высоте 10 000 футов после астрономических наблюдений в стратосфере

Малкольм Росс родился 15 октября 1919 года в Моменсе, штат Иллинойс, в семье мистера и миссис Дж. Р. Росс, 1825, Гарден-стрит, Уэст-Лафейетт, штат Индиана. Большую часть своей ранней жизни он провёл в Уэст-Лафейетт. Около 1932 года его семья переехала на ферму в город Линден, округ Монтгомери, штат Индиана. Он учился все четыре года в средней школе Линден и окончил её в 1936 году. Малкольм Росс получил стипендию для обучения в Университете Пердью для изучения гражданского строительства. В то время как в Пердью он работал на радиостанции кампуса в качестве спортивного диктора и изменил свою специализацию на творческое письмо, общение и радио. Тем не менее, Малкольм Росс окончил Университет Пердью в июне 1941 года со степенью бакалавра по физике. После колледжа он женился на своей любимой в старшей школе Марджори Мартин и устроился на работу в радиовещании в Андерсоне, Чикаго и Индианаполисе.
В январе 1943 года Росс был назначен прапорщиком в ВМР США. После двухмесячного обучения на военно-воздушной станции Куонсет Пойнт в штате Род-Айленд, военно-морской флот отправил его в аспирантуру на девять месяцев обучения физике и общей метеорологии в Чикагском университете. В июне 1944 года он закончил обучение с профессиональным сертификатом в области метеорологии и науки об атмосфере.
Первоначально ВМФ США назначил Росса метеорологическим центром флота в Перл-Харборе. Позже он служил в качестве офицера аэрологии на корабле USS Saratoga, когда он летал с боевыми заданиями против Токио и Иводзимы на Тихоокеанском театре Второй мировой войны, с 1944 по 1945 годы. Росс получил Звезду за службу на его Тихоокеанской ленте за первый удар по Токио с самолёта авианосца в феврале 1945 года и за вторжение в Иводзиму.
После окончания Второй мировой войны Росс был освобождён от военных действий. Он вернулся к гражданской жизни и открыл рекламное агентство в Пасадене, штат Калифорния, куда его жена Марджори переехала во время Второй мировой войны. Марджори работала в агентстве офис-менеджером. Бизнес продолжался успешно до июня 1950 года, когда Росс был отозван по долгу службы на Корейскую войну в качестве лейтенанта в военно-морской резерв США. Первоначально Малкольм Росс был размещён в качестве инструктора по радиологической защите в Учебном центре по контролю за военно-морским уроном на острове Трежер-Айленд в Сан-Франциско. Оттуда он мог ездить домой по выходным, проводить время со своей семьёй и вести рекламный бизнес. Это закончилось, когда в 1951 году ВМФ переназначил Росса на должность офицера связи для Управления военно-морских исследований в Миннеаполисе.
Программа ВМФ США беспилотных воздушных шаров Скайхук базировалась в Миннеаполисе, который также был центром исследований и разработок воздушных шаров, проводимых Университетом Миннесоты и General Mills. В 1953 году Росс был переведён в авиационный филиал Управления военно-морских исследований (УВМИ) в Вашингтоне, округ Колумбия, в качестве директора по проектам воздушных шаров. На этой должности он начал руководить проектами на аэростатах на больших высотах для получения космических лучей и метеорологических данных с помощью программы проект Скайхук, работая с Руби Уорд как переговорщик по контрактам УВМИ. Росс был техническим директором проекта «Церковь» (англ. Project Churchy), экспедиции на Галапагосские острова для получения космических лучей и метеорологических данных из полётов на воздушном шаре. Он организовал запуск воздушных шаров на военно-воздушной базе База ВВС Гудфеллоу в 1954 и 1955 годах. Он был членом научной группы, которая запустила воздушные шары для УВМИ в Саскатуне, Саскачеван, Канада, и сфотографировал солнечное затмение 1954 года с воздушного шара Скайхук над Миннеаполисом.
Во время своего тура в качестве сотрудника УВМИ по проектам воздушных шаров Росс в 1954 году инициировал программу пилотируемых воздушных шаров ВМФ проекта Стратолаб. В программе Стратолаб использовались новые пластиковые высокогорные воздушные шары для исследований в верхних слоях атмосферы. В это время Росс стал первым действующим военным офицером, получившим квалификацию и лицензию в качестве пилота свободного воздушного шара, основанного исключительно на опыте использования пластикового воздушного шара. Росс поступил на резервный пост в 1955 году в качестве лейтенанта-командира. Будучи физиком в авиационном отделении УВМИ, Росс специализировался в области физики верхних слоёв атмосферы и участвовал в полётах Стратолаб в качестве гражданского и морского офицера. Являясь ключевым участником проекта Стратолаб, он провёл более 100 часов с учёными и другими аэростатами, проводящими наблюдения в стратосфере. Во время рекордного полёта в 1961 году Малкольм Росс был командиром ВМР США.
В 1957 году Росс получил недавно учреждённую премию контр-адмирала Уильяма С. Парсонса Лиги флота США и награду за заслуги в гражданской службе ВМФ.
В 1958 году вместе с лейтенантом-командиром Льюисом он получил международный трофей Хармона (Аэронавт) за рекордный полёт 8 ноября 1956 года.
В 1962 году вместе с Виктором Пратером Росс снова получил Трофей Хармона за рекордный полёт в 1961 году, достигнув высоты 34,6 км. Росс больше никогда не летал на воздушных шарах после полёта 1961 года, хотя он продолжал выступать за использование воздушных шаров в качестве относительно недорогой платформы для научных исследований.
1 июля 1973 года Малкольм Росс вышел в отставку из военно-морского резерва США в качестве капитана. После ухода из Управления военно-морских исследований Малкольм Росс работал в космических исследованиях в General Motors. Позже он стал управляющим биржевыми акциями Merrill Lynch и работал помощником вице-президента и исполнительным директором в филиале Блумфилд Хиллз.
Малкольм Росс скончался дома в Бирмингеме, штат Мичиган, и похоронен на Арлингтонском национальном кладбище. У него остались жена Марджори, дочь Джейн Берч и сын Джон Росс.

## Полёты на воздушном шаре
В следующей таблице описаны полёты на воздушном шаре Малкольма Росса.
| Дата                          | Высота                   | Комментарий |
| ----------------------------- | ------------------------ | --- |
| Август 10, 1956               | 40 000 футов (12 000 м)  | Вместе с командующим лейтенантом М. Л. Льюисом (ВМС США) совершил первый пилотируемый стратосферный полёт на полиэтиленовом аэростате Управления военно-морских исследований — Стратолаб. Целью этого полёта было изучение паровых трасс самолётов. |
| Ноябрь 8, 1956                | 76 000 футов (23 000 м)  | Вместе с лейтенант-командиром М. Л. Льюисом (ВМС США) установлен мировой рекорд высоты над уровнем моря на пластиковом баллоне Управления военно-морских исследований объёмом 56 634 м3 — воздушном шаре Strato-Lab High I, побившем 21-летний рекорд, установленный Explorer II. Они взлетели в 6:19 утра из Южной Дакоты, Стратобола, естественной впадины в пределах Национального леса Блэк-Хилс, защищённой 500-футовыми (150 м) 500 футов (150 м) холмами около Рапид-Сити. Они приземлились через четыре часа и четыре минуты после дрейфа 175 миль (282 км), 18 миль (29 км) к юго-западу от Кеннеди, штат Небраска, в 7 милях к северо-западу от Браунли. Полёт побил предыдущий рекорд высоты в 72 394 фута (22 066 м), установленный в 1935 году О. А. Андерсоном и А. В. Стивенсоном, который также состоялся из Стратобола. Полёт был прерван 14 и 1/3-мильным падением от их высоты полёта после того, как автоматический клапан сломался и выпустил газ из воздушного шара. Они смогли замедлить снижение и совершить безопасную посадку, сбросив 300 фунтов балласта и 200 фунтов оборудования. Цель полёта заключалась в сборе космических лучей, метеорологических и других научных данных, необходимых для повышения безопасности на больших высотах. Было впервые видно над головой чёрное небо. Это также продемонстрировало возможность полётов стратосферных баллонов, несущих человека, с использованием лёгких и относительно недорогих полиэтиленовых баллонов. Баллон Стратолаб I имел диаметр 128 футов (39 м) и весил 595 фунтов (270 кг), включая клапаны. В предыдущем рекордном полёте 1935 года использовался резиновый хлопковый конверт диаметром 192 фута (59 м) и весом 5916 фунтов (2683 кг). За этот рекордный подъём аэростаты были награждены Трофеем Хармона в 1956 году. |
| Июнь 27, 1957                 |                          | Вместе с физиком-атмосферщиком Чарльзом Муром Росс успешно поднялся на воздушном шаре в Стратолаб с вершины горы Вингингтон, недалеко от Сокорро, штат Нью-Мексико, в кучевое облако, чтобы исследовать внутреннюю часть грозы. Полёт был первым из серии, проведённой летом под эгидой Управления военно-морских исследований и Бюро аэронавтики. |
| Октябрь 18, 1957              | 85 700 футов (26 100 м)  | Вместе с лейтенант-командиром М. Л. Льюисом (ВМС США) совершил 10-часовой полёт в стратосферу. Аэростаты несли оборудование для фотографирования советского космического спутника, но не смогли установить визуальный контакт с ним. Программа ВВС проект Манхай к этому времени достигла 101 516 футов (30 942 м), но Росс и Льюис поднялись до неофициального рекорда высоты для двух человек — 85 700 футов (26 100 м) в Strato-Lab High II. Полёт длился 10 часов. |
| Май 6, 1958 — Май 7, 1958     | 40 000 футов (12 000 м)  | Вместе с Альфредом Х. Микселом (англ. Alfred H. Mikesell) (Военно-морская обсерватория США), поднялся в открытой гондоле под полиэтиленовым шаром диаметром 72 фута (22 м) в 20:01 CDT от Маннан-Джоанн (англ. Mangnan-Joann) — открытого карьера, расположенного недалеко от Айронтона, штат Миннесота. Аэростат достиг почти 40 000 футов (12 000 м) 30 минут спустя и оставался на этой высоте до тех пор, пока не начал снижаться в 22:20 до 10 000 — 15 000 футов (3000 — 4600 м) до конца ночи. Воздушный шар дрейфовал 325 миль (523 км) за 11 часов 25 минут до приземления в 7:26 на поле люцерны в 8 миль (13 км) к востоку-юго-востоку от Дубьюка, штат Айова. Альфред Микселл был первым астрономом, сделавший телескопические наблюдения из стратосферы. Это был также первый полёт, в котором экипаж оставался в стратосфере в открытой гондоле после захода солнца. Цель полёта состояла в том, чтобы обнаружить, на какой высоте атмосфера начинала создавать мерцание звёздного света. Параметры полёта определялись ожиданием того, что сцинтилляция была введена в момент тропопаузы. Это определило высоту и сезон полёта, потому что высота тропопаузы меняется сезонно. Поэтому полёт был спроектирован так, чтобы отправиться в 40 000 футов (12 000 м) — необходимые данные могли быть недоступны ниже, но больший подъём считался слишком рискованным. Результаты этого полёта включены в современный дизайн телескопов. |
| Июль 26, 1958 — июль 27, 1958 | 82 000 футов (25 000 м)  | Росс вместе с лейтенантом-командиром М. Л. Льюисом (ВМС США), поднявшись в гондоле Strato-Lab High III в 4:41 с железного рудника Ханна (англ. Hanna Iron Mine), недалеко от Кросби, штат Миннесота. Полёт установил новый неофициальный рекорд для стратосферного полёта 34 часа 20 минут. Воздушный шар нес рекордную нагрузку в 5500 фунтов (2500 кг). Основная цель полёта состояла в том, чтобы проверить и оценить герметичную систему кабины, которая была разработана, чтобы нести установленный снаружи телескоп для наблюдения атмосферы Венеры. Полёт послужил оперативной и логистической репетицией для будущих рейсов. Баллон стабилизировался при первоначальной высоте 79 500 футов (24 200 м) в 7:40 утра. Росс и Льюис оставались в стратосфере вблизи этой высоты в течение дня, хотя к 22:00 они снизились до 68 500 футов (20 900 м), сбросив 350 фунтов (160 кг) батарей. К 22:30 они смогли стабилизироваться на высоте 70 000 футов (21 000 м) после сброса ещё 98 фунтов (44 кг) балласта. В 9:00 утра следующего дня, 27 июля, воздушный шар достиг максимальной высоты 82 000 футов (25 000 м). Воздухоплаватели начали свой последний спуск в 10:25. Воздушный шар приземлился возле Джеймстауна, Северная Дакота. Из-за электрических сбоев в системе управления балластом они не смогли сбросить дополнительный балласт и спускались быстрее, чем должны были, возможно, от 300 до 400 футов (от 90 до 120 м) в минуту. Затем двойные выключатели не смогли отпустить воздушный шар, и они снова поднялись до 4000 футов (1200 м) — 5000 футов (1500 м). К 15:21 они смогли решить проблему и снова спустились, прежде чем выключатель, наконец, выпустил шар. Во время полёта Росс и Льюис сделали первую телевизионную трансляцию с воздушного шара в стратосфере. В первый день после рассвета воздушные шары включили свою транзисторную телевизионную камеру Dage в стойку, направленную вниз через один из нижних портов. Телевизионные изображения передавались на наземные и бортовые приёмники. Позже утром Льюис снял камеру со стойки и направил её на Росса, пока он обсуждал (с членом команды поддержки, летящим ниже в самолёте ВМФ R5D) ремонт, который они сделали с помощью маскирующей ленты, чтобы устранить утечку давления на одном из двух спасательных люков. В 13:00 они вышли в эфир, чтобы в течение 15 минут транслировать в прямом эфире канала KSTP-TV в Миннеаполисе и, возможно, на других станциях в сети NBC. Малкольм Росс описал это как «…вероятно, одна из самых странных программ, которую когда-либо видела телевизионная аудитория…». |
| Август 7, 1959                | 38 000 футов (12 000 м)  | Росс вместе с Робертом Купером (англ. Robert Cooper; Высотная обсерватория) в открытой гондоле делают первые наблюдения с воздушного шара короны Солнца с помощью коронографа. Баллисты также пытались измерить как яркость неба изменялась с высотой. |
| Ноябрь 28–29, 1959            | 81 000 футов (25 000 м)  | Росс взял Чарльза Мура для проведения спектрографического анализа планеты Венера с минимальными помехами от земной атмосферы. Воздухоплаватели были подняты с помощью воздушного шара Стратолаб IV из Стратобола в Южной Дакоте. Полёт длился 28 часов 15 минут. Росс и Мур использовали 16-дюймовый телескоп и спектрограф для наблюдения водяного пара в атмосфере Венеры и впервые продемонстрировали, что обсерваторию можно поднять с Земли. |
| Май 4, 1961                   | 113 740 футов (34,67 км) | Росс вместе с лейтенантом-командиром Виктором Пратером (ВМС США) успешно пилотировал аэростат Стратолаб V в стратосфере, установив рекорд высоты 113 740 футов (34,67 км). Росс и Пратер были одеты в костюм ВМФ Mark IV в гондоле, которая была защищена жалюзи, но в остальном открыта для космоса. Шар объёмом 283 169 м3 был самым большим из когда-либо запущенных, способный растягиваться до 300 футов (91 м) в диаметре при полном раздутии. Основная цель полёта состояла в том, чтобы проверить скафандр Mark IV, изготовленный Б. Ф. Гудричем из неопрена и весил всего 22 фунта (9,98 кг). Костюм Mark IV преодолел проблемы с весом, объёмом, вентиляцией, воздухо- и водонепроницаемостью, мобильностью, контролем температуры и возможностями выживания настолько хорошо, что НАСА выбрало модифицированную версию для использования астронавтами проекта «Меркурий». Полёт 4 мая стал самым суровым испытанием костюма, которое когда-либо проводилось. Полёт длился 9 часов 54 минуты, было преодолено горизонтальное расстояние 140 миль (230 км). По состоянию на 2015 год рекорд абсолютной высоты полёта воздушного шара 1961 года для воздушных шаров, вернувшихся на Землю, не был побит. Полёт был успешным, но Виктор Пратер утонул во время передачи вертолёта после приземления. Для этого рекордного восхождения президент Джон Кеннеди представил аэростатам (Виктору Пратеру посмертно, вручено его жене) Трофей Хармона 1961 года для аэронавтов. |

## Награды и почести
- В 1956 году вместе с Мортоном Л. Льюисом награждён Трофеем Хармона для аэронавтов.
- В 1957 году награждён первой наградой контр-адмирала Уильяма С. Парсонса за научно-технический прогресс[англ.], присуждаемой Лигой флота США[англ.].
- В 1957 году награждён Орденом военно-морского флота за заслуги в гражданской службе[англ.].
- В 1958 году награждён Крестом лётных заслуг «…за выдающиеся достижения при участии в воздушном полёте в качестве командира воздушного шара и гондолы из двух человек во время дерзкого и опасного подъёма в верхнюю стратосферу 26–27 июля 1958 года»[55].
- В 1960 году получил специальную награду от Американского метеорологического общества[англ.] вместе с Чарльзом Б. Муром и, посмертно, Ли Льюисом «…за их недавнюю и значительную работу по выполнению важных аэрофизических наблюдений с высотных воздушных шаров»[56].
- В 1961 году был награждён Золотой звездой вместо второго заслуженного Креста лётных заслуг «…за героизм и выдающиеся достижения при участии в полёте на воздушном шаре 4 мая 1961 года»[8][55].
- В 1961 году был награждён Трофеем Хармона для аэронавтов вместе с лейтенантом-командиром Виктором Пратером[англ.] (посмертно), врученным президентом США Джоном Кеннеди в Белом доме.

## Документы Малкольма Росса
- Документы Малкольма Росса (англ.). www.siris-archives.si.edu. — Документы, включая фотографии, заметки, корреспонденцию и медицинские записи, хранящиеся в Смитсоновском институте, номер доступа к архивам NASM № 1998-0048. Национальный музей воздухоплавания и астронавтики. Отдел архивов MRC 322, Вашингтон, 20560. Дата обращения: 9 декабря 2019.